# انان، ناگانو
انان، ناگانو (به لاتین: Anan, Nagano) یک سکونتگاه مسکونی در ژاپن است که در استان ناگانو واقع شده‌است.

## خصوصیات
انان ۵٬۵۳۵ نفر جمعیت دارد.